# Hyotan Ike
Hyotan Ike (von japanisch ひょうたん池 ‚Flaschenkürbissee‘) ist ein See an der Prinz-Harald-Küste des ostantarktischen Königin-Maud-Lands. Auf der Halbinsel Skarvsnes am Ostufer der Lützow-Holm-Bucht liegt er auf der südlichen Erhöhung des Kizahashi Beach. 
Japanische Wissenschaftler benannten ihn 2012 in Anlehnung an seine Form, die an einen Flaschenkürbis erinnert.